# Triepeolus mensae
Triepeolus mensae är en biart som beskrevs av Cockerell 1924. Triepeolus mensae ingår i släktet Triepeolus och familjen långtungebin. Inga underarter finns listade i Catalogue of Life.